# Kabel-tv
 Denne artikel omhandler overvejende eller alene danske forhold. Hjælp gerne med at gøre artiklen mere almen.
Kabel-tv er modtagelse af offentligt fjernsyn og/eller betalings-tv formidlet via kabelnet. Fjernsynskanalerne kan være formidlet via analog tv og/eller digitalt-tv.
Kabel-tv er især udbredt i bynære områder, dels fordi de korte afstande gør det mere økonomisk for selskaberne at etablere, og dels fordi det for mange tv-seere er det eneste alternativ til mastebaseret fjernsyn.

## Formidlede tv-standarder

### Dedikerede kabel-tv-standarder
Kabel-tv formidler for det meste digitalt-tv via de dedikerede kabel-tv-standarder:
- DVB-C bliver sendt via kabel-tv – Den dominerende standard i kabel-tv net inden for DVB området.
- DVB-C2 bliver sendt via kabel-tv – Bruges anno 2011 kun i særdeles begrænset omfang, i forbindelse med proprietære STB's, bl.a. i enkelte sydtyske kabel-tv anlæg med problematiseret båndbreddekapacitet. Ibrugtagning afhænger af kabeloperatørerne (i Danmark Stofa, YouSee m.fl.), som aktuelt (2011) ikke har angivet planer om fremtidig ibrugtagning.

### Andre tv-standarder
Nogle kabel-tv leverandører formidler også i tv via analog-tv, DVB-T og DVB-T2 så fjernsynsmodtagere og tv-modtagerbokse uden understøttelse af dedikerede kabel-tv-standarder, også kan modtage fjernsyn.

## Tv-pakker
Når man abonnerer på kabel-tv, så køber man som regel en af flere tv-pakker, tit pakkerne "lille", "mellem", og "stor".[kilde mangler] Præcis hvilke kanaler findes i hver pakke afhænger af udbyderen, og nogle gange kan man frit vælge et antal kanaler som en individuel pakke.
Tv-ledningerne i et lejlighedskompleks kan være enten i form af et sløjfeanlæg (før 1989) eller et stikledningsanlæg (efter 1989). I et sløjfeanlæg går der kun en enkelt ledning rundt forbi alle lejligheder, så samme signal sendes til alle, mens der i et stikledningsanlæg går en separat ledning ud til hver lejlighed. Med et stikledningsanlæg kan man fra fordelerboksen let give hver lejlighed sin egen tv-pakke, mens man med sløjfeanlæg sender samme signal ud til alle. Med mindre man krypterer fællessignalet og bruger CA-modul dekoderkort, vil alle lejligheder som deler et sløjfeanlæg derfor være tvunget til at betale for samme tv-pakke.
Folketinget vedtog i foråret 2013 at ejerbolig-ejere ikke længere kunne blive tvunget til at betale for en tv-pakke gennem en antenneforening. Der er stadig 650.000 lejeboliger som er tvungne til at betale for en tv-pakke valgt af bolig-ejerne, men der er et lovforslag, som forventes vedtaget 1. juli 2016, som vil give dem ret til at afmelde deres tv-pakke. Dette vil dog kun gælde hvis det er teknisk muligt at sende individuelle tv-signaler, hvilket kommentarerne til lovforslaget forklarer betyder at antenneanlæget er et stikledningsanlæg, og altså ikke et sløjfeanlæg.

## Fordele og ulemper

### Kabel-tv kontra antenne-tv
Indtil kabel-tv og satellit-tv indtog markedet var den traditionelle måde at modtage tv via antenne. Antenne-tv benyttes stadig af en del seere bl.a. af økonomiske årsager.[kilde mangler] For det er ingen hemmelighed, at kabel-tv og betalings-tv via satellit hurtigt kan blive en bekostelig affære. Dette skyldes bl.a., at tv-kanalerne sælges samlet i pakker, hvorved seerne betaler både for de kanaler de ser og dem de ikke ser. Dette problem er særlig udtalt for kabel-tv, hvor seerne reelt ikke har andre alternativer end dem, den valgte distributør byder på. Dette i modsætning til antenne-tv, hvor der frit (efter betalt licens forstås) kan ses forskellige public service-kanaler mv. Kanaler som kabel-tv-seerne kun får via de pakker, de under alle omstændigheder skal betale for.
Til gengæld har kabel-tv de fordele, at seerne ikke behøver at bøvle med indstilling af antenner, og at det kan etableres overalt, hvor der kan lægges kabler. Og er kablerne først lagt, behøver man længe ikke at tage hensyn til, hvorfra kanalerne udsendes, og hvor de skal modtages. Følgen er, at f.eks. danske seere kan få britiske og franske kanaler, hvilket normalt er umuligt ved normalt analogt antenne-tv.[kilde mangler]
Den væsentligste fordel er dog de mange kanaler, der tilbydes. De danske distributører tilbyder således op til 40-50 analoge kanaler hver, foruden hvad der medfølger gratis eller kan abonneres ekstra på af digitale kanaler. Det er dog en fordel, der blev noget formindsket ved omstillingen til digitalt antenne-tv. Umiddelbart efter omstillingen 1. november 2009 kom man her op på 9 gratis kanaler samt 31, der kan abonneres på. Det er dog et krav, at ens fjernsyn er forsynet med det nødvendige digitale udstyr enten indbygget eller i form af en ekstern modtagerboks. For kabel-tv er det derimod kun nødvendigt, hvis man vil se de digitale kanaler. De analoge kanaler fortsætter indtil videre uændret.

### Kabel-tv kontra satellit-tv
Fordelen ved kabel-tv frem for den største konkurrent[kilde mangler] satellit-tv er, at det kan etableres næsten overalt i modsætning til parabol, der kræver fri udsigt til sydhimlen. Desuden forstyrres kabel-tv-signalerne heller ikke lokalt af vejr og vind. Når der skrives lokalt, er det fordi mange kabel-tv-signaler egentlig er nedtagne satellit-signaler, der kan være forstyrret af uvejr på opsendelsesstederne.
Udover disse mere tekniske forhold gælder for danske kabel-tv-seere også nogle særlige juridiske og selskabsmæssige forhold. Disse bevirker bl.a., at de nationale svenske og norske kanaler som oftest er standard. Desuden er kabel-tv-selskaberne forpligtet til at tilbyde TV 2. Endelig gælder at de i modsætning til satellit-selskaberne Canal Digital og Viasat ikke har egne kanaler at tage hensyn til, hvorfor der også kan tilbydes kanaler fra begge disse selskaber (f.eks. Kanal 5 og TV3), uden at seerne behøver at bøvle[kilde mangler] med ekstra abonnementer.
Ulempen ved kabel-tv er den begrænsede plads i kabelnettet. De danske distributører tilbyder således 40-50 analoge kanaler, der med en digital Set-top boks kan suppleres med omtrent lige så mange digitale kanaler. Det bliver dog hurtigt en bekostelig affære og skal ses i forhold til satellit-tv, hvor seerne udover omkring 50 betalingskanaler kan supplere med flere hundrede udenlandske free-to-air-kanaler.

## Danske kabel-tv-distributører
- YouSee
- StofaTv
- Dansk Bredbaand

## Mulige tv-forstyrrelser
Det er sket at f.eks. busser med TETRA-kommunikation i Københavnsområdet f.eks. har forstyrret kanalerne S30, S31 og S32. Grunden til problemet er hovedsageligt utilstrækkelig skærmning – det vil sige at kabelinstallationen og stik ikke er HF-tætte.
Fra ca. 2013 kan 800MHz-bredbånd give tv-forstyrrelser på kanal 61-69, hvis kabelinstallationer og stik ikke er HF-tætte.